# Cifal
Cifal (Aussprache: Tschifal, zusammengesetzt aus den Wurzeln für Chef und Ehrenamt) ist der ranghöchste Repräsentant der Volapük-Bewegung (eine aposteriorische Plansprache).
Johann Martin Schleyer war der erste Cifal, der erste diplomierte Lehrer Karl Lenze. Schleyer hatte daneben noch den Titel Datuval (wörtlich: Erfinderehrenamt). 1889 entließ er als Ganzes die Internationale Volapük-Akademie; deren Mitglieder entließen darauf Schleyer als Vorsitzenden. Damals kam es zu einer Spaltung der Volapükbewegung, wobei ein Teil der Anhänger Schleyer folgte. Noch vor seinem Tod gab er den Titel an Albert Sleumer weiter. Aufgaben und Rechte des Cifals wurden 1934 von Sleumer festgelegt.
Der Nationalsozialismus verfolgte die verbliebenen Volapükisten während des Zweiten Weltkriegs, doch überlebte Volapük v. a. unter Esperantisten, die Volapük nicht aussterben ließen. Arie de Jong schlug Volapük später nicht mehr als Welthilfssprache vor, sondern sah es eher als zu schützendes nichtmaterielles Kulturgut an.
Der Cifal-Titel vererbt sich ohne Unterbrechung bis heute:
1. Johann Martin Schleyer 1879–1912
2. Albert Sleumer 1912–1948
3. Jakob Sprenger 1948–1950
4. Johann Schmidt 1950–1977
5. Johann Krüger 1977–1983
6. Brian R. Bishop 1984–2014
7. Hermann Philipps seit 2014[1][2][3]